# El regreso más esperado
El regreso más esperado es un álbum en vivo doble, compuesto por un DVD y un CD, del concierto homónimo de la banda argentina Malón en la ciudad de Buenos Aires, el 18 de diciembre de 2011.

## Lanzamiento
El disco doble fue lanzado oficialmente el 22 de diciembre de 2012 en Buenos Aires para los asistentes al show, durante su último concierto del año. Aunque la presentación se produjo 10 días antes, el 12 de diciembre en un evento gratuito organizado por la banda para sus fanáticos y la prensa, en el cual se brindó una conferencia, se proyectó el backstage del concierto y 2 videoclips y un mini-recital acústico; además se pudo obtener las entradas para su show y el álbum de manera exclusiva. El álbum todavía no ha sido lanzado para su venta comercial e individual, ya que fue una edición especial y limitada. 
Más allá del lanzamiento oficial del recital en DVD, meses antes habían publicado adelantos del mismo, en forma de videoclips de las canciones «Síntoma de la infección» y «Castigador por herencia».

## Lista de canciones
Esta es la lista de canciones de la cual está compuesta el DVD (disco 1) El regreso más esperado; cabe destacar que el CD (disco 2) contiene el audio de los mismos temas, a excepción del track 1 «Intro».
| DVD El regreso más esperado |                                        |          |  |
| N.º                         | Título                                 | Duración |  |
| 1.                          | «Intro»                                |          |  |
| 2.                          | «Síntoma de la infección»              |          |  |
| 3.                          | «Culto siniestro»                      |          |  |
| 4.                          | «Castigador por herencia»              |          |  |
| 5.                          | «Hipotecado»                           |          |  |
| 6.                          | «Cancha de lodo»                       |          |  |
| 7.                          | «Evitando el ablande» (Hermética)      |          |  |
| 8.                          | «Judas de oficio»                      |          |  |
| 9.                          | «Bajo el dominio danzante»             |          |  |
| 10.                         | «Grito de Pilagá»                      |          |  |
| 11.                         | «Gil trabajador» (Ricardo Iorio)       |          |  |
| 12.                         | «Memoria de siglos» (Ricardo Iorio)    |          |  |
| 13.                         | «30000 plegarias» (versión acústica)   |          |  |
| 14.                         | «Cráneo candente» (Hermética)          |          |  |
| 15.                         | «Gatillo fácil»                        |          |  |
| 16.                         | «30000 plegarias»                      |          |  |
| 17.                         | «Malón mestizo»                        |          |  |
| 18.                         | «Tu eres su seguridad» (Ricardo Iorio) |          |  |
| 19.                         | «Soy de la esquina» (Hermética)        |          |  |
| 83:44                       |                                        |          |  |